# Sri Lanka nos Jogos Olímpicos
O Sri Lanka participou pela primeira vez dos Jogos Olímpicos em 1948, e mandou uma delegação para todos os Jogos Olímpicos de Verão desde então, exceto pelos Jogos de 1976. O Sri Lanka nunca participou dos Jogos Olímpicos de Inverno.
Os atletas do Sri Lanka ganharam um total de 2 medalhas, ambas no Atletismo.
O Comitê Olímpico Nacional do Sri Lanka foi criado em 1937 e reconhecido pelo COI no mesmo ano. A nação era designada por Ceilão (código do COI "CEY") até 1972.

## Lista de Medalhistas
| Medalha          | Nome                  | Jogos        | Esporte   | Evento                       |
| ---------------- | --------------------- | ------------ | --------- | ---------------------------- |
| Medalha de prata | Duncan White          | 1948 Londres | Atletismo | 400m com barreiras masculino |
| Medalha de prata | Susanthika Jayasinghe | 2000 Sydney  | Atletismo | 200m feminino                |

## Ver Também
- Categoria:Competidores Olímpicos de Sri Lanka